# Gillian Justiana
Gillian Varick Justiana, abrégé Gillian Justiana, né le 5 mars 1991 à Zwolle, est un footballeur international curacien, qui possède également la nationalité néerlandaise. Il évolue au poste de défenseur gauche.

## Carrière
Il honore sa première sélection internationale le 2 septembre 2011 contre Antigua-et-Barbuda.

## Statistiques
| Saison                | Club                  | Championnat           | Championnat | Championnat | Coupe(s) nationale(s) | Coupe(s) nationale(s) | Curaçao | Curaçao | Total | Total |
| Saison                | Club                  | Division              | M.          | B.          | M.                    | B.                    | M.      | B.      | M.    | B.    |
| 2009-2010             | PEC Zwolle            | Eerste Divisie        | 13          | 0           | 0                     | 0                     | -       | -       | 13    | 0     |
| 2010-2011             | PEC Zwolle            | Eerste Divisie        | 26          | 0           | 1                     | 0                     | -       | -       | 27    | 0     |
| Sous-total            | Sous-total            | Sous-total            | 39          | 0           | 1                     | 0                     | -       | -       | 40    | 0     |
| 2011-2012             | Helmond Sport         | Eerste Divisie        | 33          | 2           | 1                     | 0                     | 2       | 0       | 36    | 2     |
| 2012-2013             | Helmond Sport         | Eerste Divisie        | 31          | 2           | 1                     | 0                     | -       | -       | 32    | 2     |
| 2013-2014             | Helmond Sport         | Eerste Divisie        | 26          | 0           | 0                     | 0                     | 2       | 0       | 28    | 0     |
| 2014-2015             | Helmond Sport         | Eerste Divisie        | 21          | 2           | 0                     | 0                     | 2       | 0       | 23    | 2     |
| 2015-2016             | Helmond Sport         | Eerste Divisie        | 34          | 6           | 2                     | 0                     | 3       | 0       | 39    | 6     |
| 2016-2017             | Helmond Sport         | Eerste Divisie        | 06          | 0           | 0                     | 0                     | -       | -       | 6     | 0     |
| Sous-total            | Sous-total            | Sous-total            | 151         | 12          | 4                     | 0                     | 9       | 0       | 164   | 12    |
| Total sur la carrière | Total sur la carrière | Total sur la carrière | 190         | 12          | 5                     | 0                     | 9       | 0       | 204   | 12    |

## Palmarès
Avec la sélection de Curaçao
- Coupe caribéenne des nations (1) :
  - Vainqueur en 2017.